# В'єнна (річка)

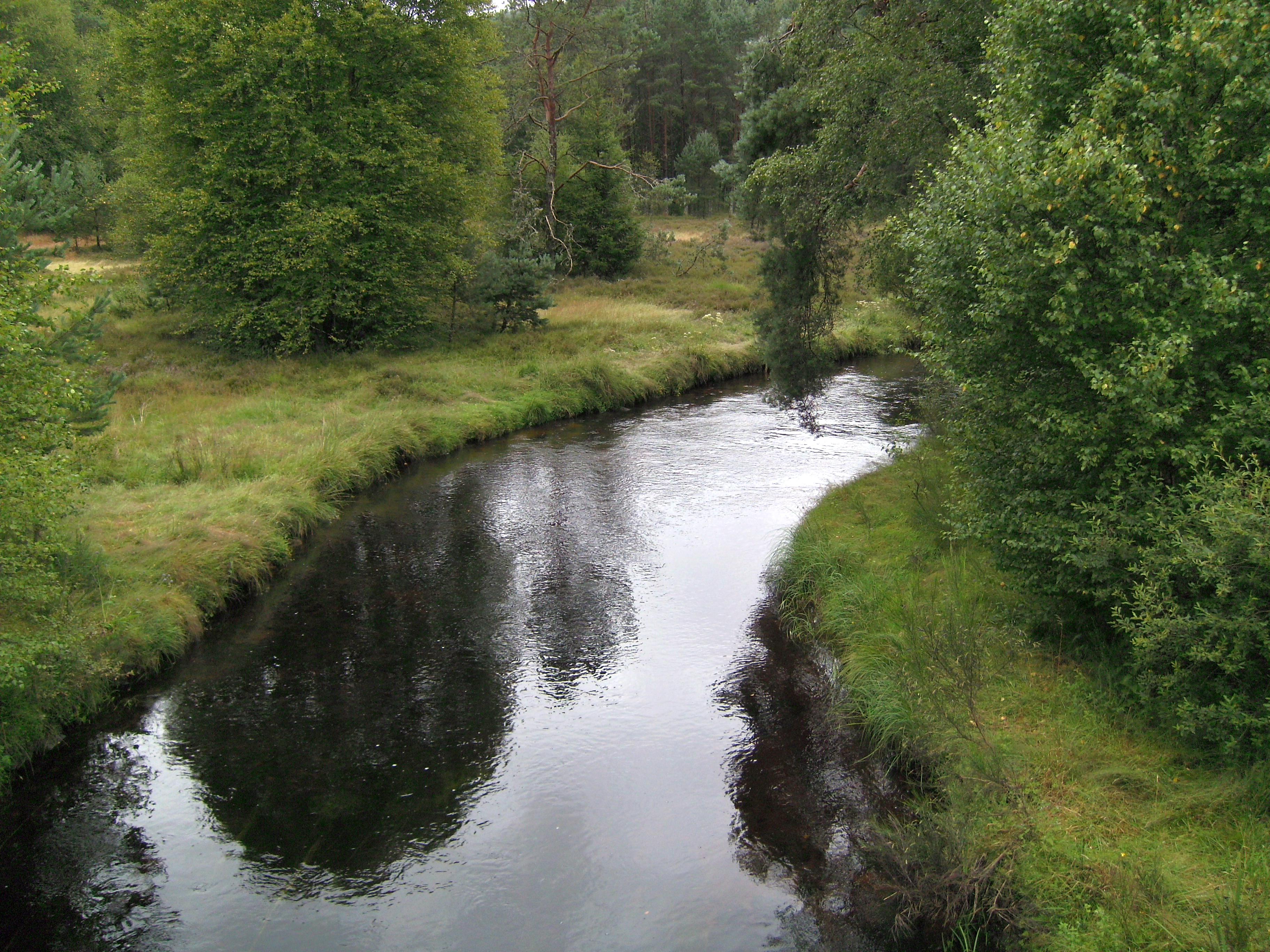
В'єнна в лісистому ландшафті поблизу Пейрелевад, недалеко від її джерела на масиві Мілльваш.

В'є́нна, В'єнн (фр. Vienne, окс. Vinhana) — є однією з найважливіших річок південно-західної Франції. Це значна ліва притока нижньої Луари. На ній розташовані численні гідроелектричні дамби, і це головна річка північної частини регіону Нова Аквітанія.
Два департаменти Франції названі на честь В'єнни: Верхня В'єнна (87) в регіоні Лімузен і В'єнна (86) в регіоні Нова Аквітанія.

## Течія
В'єнна виникає як струмок у департаменті Коррез, біля підніжжя гори Адуз (фр. Audouze), на плато де Мільваш, недалеко Пейрельвад. Потім вона протікає приблизно на захід до міста Лімож, де колись відігравала важливу роль у знаменитій порцеляновій промисловості Ліможа. Трохи після Ліможа річка повертає на північ. На шляху до її впадання в Луару до В'єнни приєднуються річки Крез і Клен. Нарешті, після подорожі у 372 км вона досягає Луари біля Канд-Сен-Мартен у департаменті Ендр і Луара.
В'єнна протікає через такі департаменти та міста:
- Коррез: Пейрельвад
- Крез
- Верхня В'єнна: Еймутьє, Сен-Леонар-де-Нобла, Лімож, Екс-сюр-В'єнн, Сен-Жуньян
- Шаранта: Шабане , Конфолан
- В'єнна: Л'Іль-Журден, Люссак-ле-Шато, Шовіньї, Шательро
- Ендр і Луара: Л'Іль-Бушар, Шинон

До приток річки належать:
- Крез, яка приєднується до В'єнн на північ від Шательро
- Клен, що протікає через місто Пуатьє, приєднується до В'єнн в Шательро
- Бріан, яка приєднується до В'єнн в Конда-сюр-В'єнн
- Торйон, що приєднується до В'єнн на північ від Сен-Прієст-Торйон